# 데이비드 맥비커
데이비드 맥비커 경(영어: Sir David McVicar, 1966년 ~ )은 스코틀랜드의 오페라, 연극 연출가이다. 글래스고에서 태어나 1989년 스코틀랜드 왕립 음악 드라마 아카데미를 졸업했다.
2007년 《인디펜던트》 신문은 '영국에서 가장 영향력 있는 동성애자 100인' 중 하나로 데이비드 맥비커를 선정했다.

## 연출작
- 빌리 버드(시카고 리릭 오페라단)
- 아이다(로열 오페라 하우스)
- 라 보엠(글린데번 오페라 페스티벌)
- 카르멘(글린데번 오페라 페스티벌)
- 호프만의 이야기(잘츠부르크 페스티벌, 블람세 오페라단)
- 돈 조반니(라 모네 왕립극장)
- 파우스트(라 모네 왕립극장)
- 피델리오(뉴질랜드 국제 예술 페스티벌: New Zealand International Arts Festival)
- 줄리오 체사레(글린데번 오페라 페스티벌)
- 포페아의 대관식(샹젤리제 극장, 오페라 나쇼날 두 랭, 코펜하겐 오페라 하우스)
- 맥베스(마린스키 극장, 로열 오페라 하우스)
- 나비 부인(스코틀랜드 오페라단)
- 마농(뉴질랜드 오페라단, 댈러스 오페라단)
- 한여름 밤의 꿈(라 모네 왕립극장)
- 피가로의 결혼(로열 오페라 하우스)
- 리골레토(로열 오페라 하우스)
- 장미의 기사(오페라 노스, 스코틀랜드 오페라단)
- 살로메(로열 오페라 하우스)
- 토스카(영국 국립 오페라단)
- 일 트로바토레(메트로폴리탄 오페라, 시카고 리릭 오페라단, 샌프란시스코 오페라단)
- 마술피리(라 모네 왕립극장, 로열 오페라 하우스)

## 서훈
- 2012년 기사작위(Knight Bachelor) 서임[1]